# 手持迫击炮
手持迫击炮是一种火器，可以视为是现代榴弹发射器的前身。手持迫击炮最早出现在17世纪末和18世纪初，专门用于发射有时间引信的手榴弹。其枪身基本上时当时的燧发枪、火绳枪或簧輪槍的改造版，改造的主要地方是枪管，一般只有2英寸（5.1）至4英寸（10）长。同时，武器口径也会改大以便容纳手榴弹；枪口直径通常在2和2.5英寸（5.1和6.4）之间。

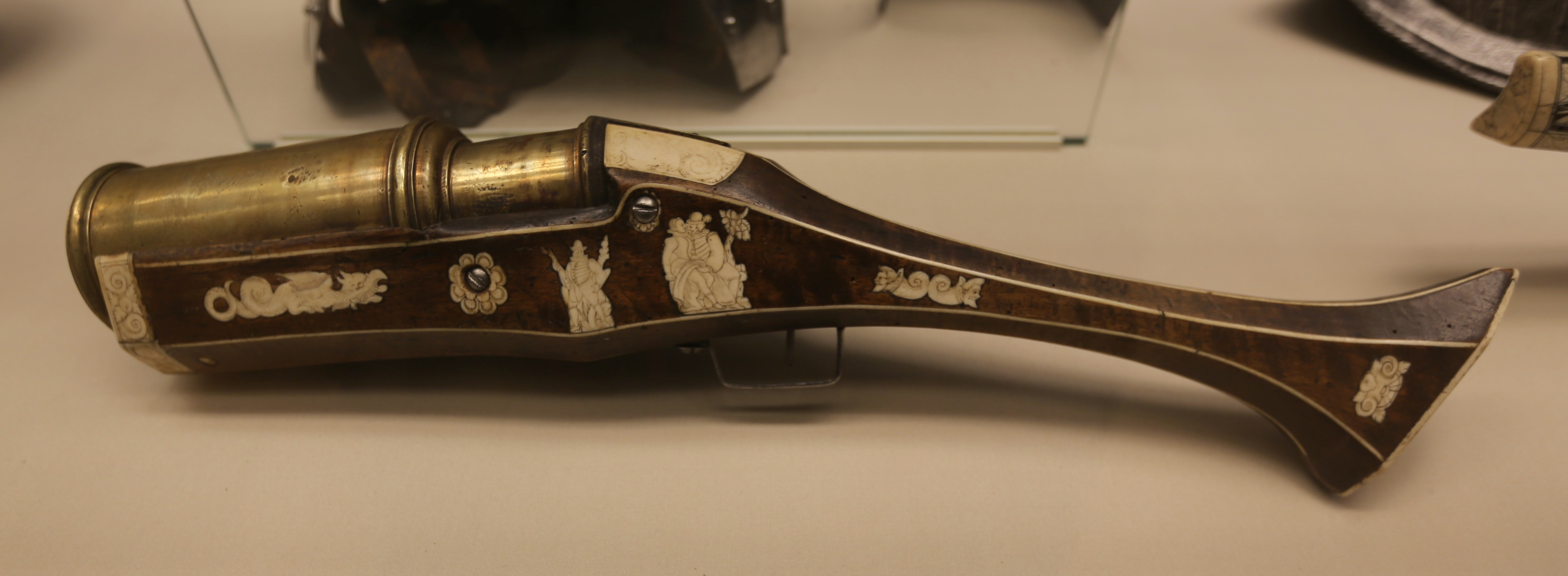
1590年代的手持迫击炮

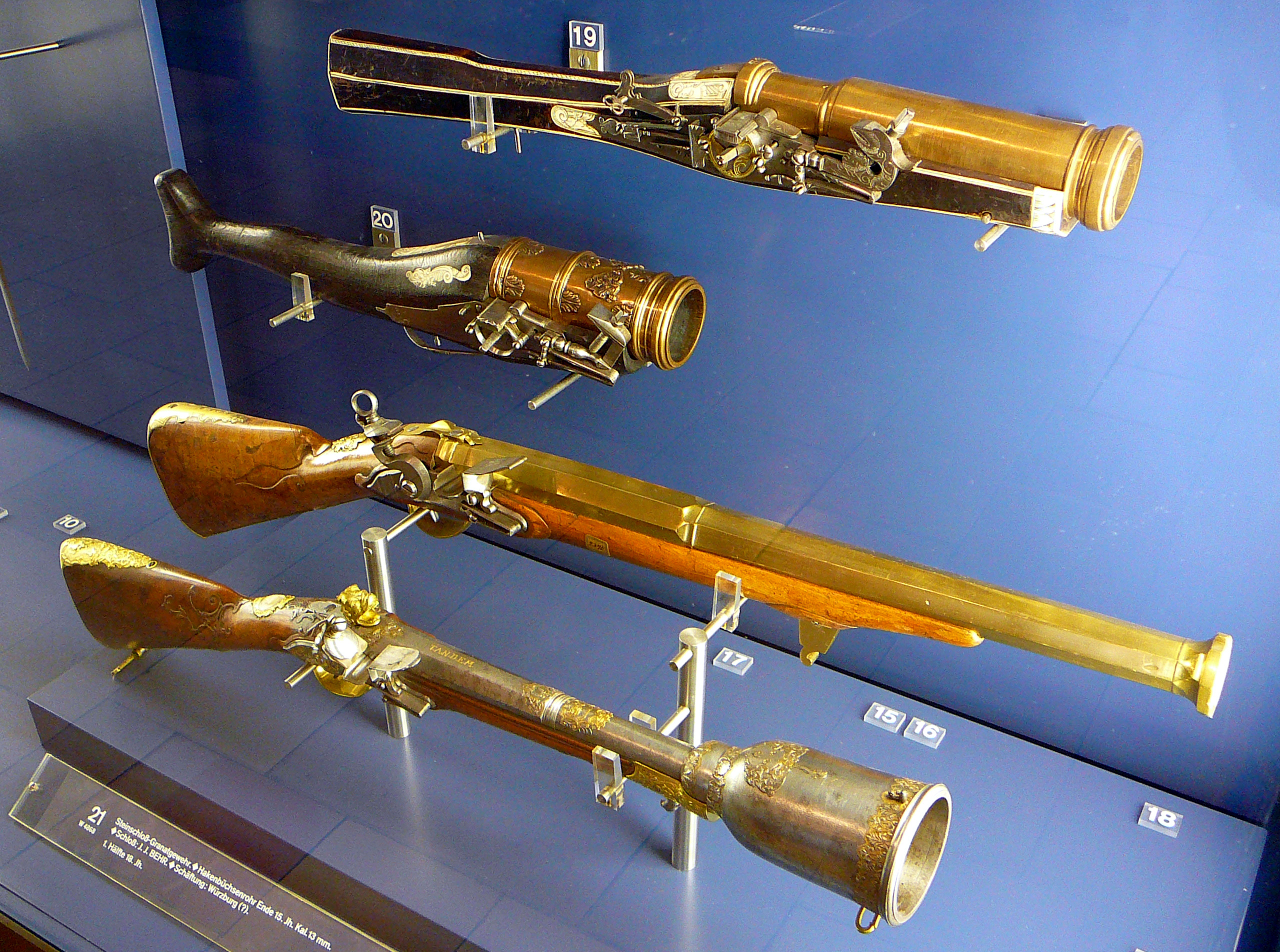
16至18世纪的德国开发的手持迫击炮